# Crack bursátil

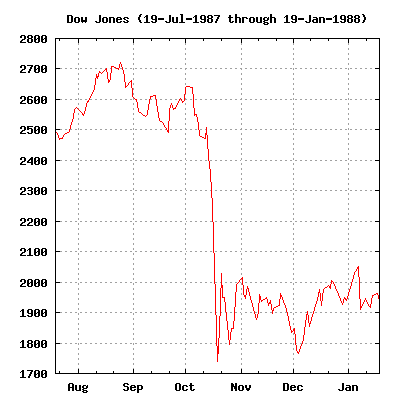
El Índice Dow Jones durante el Crash de 1987

 Un crack bursátil es una caída vertiginosa de las cotizaciones en la mayoría de los valores de una o varias Bolsas, durante un corto periodo . El término "crash" proviene del alemán krach (que significa "estallido", "escándalo") y empezó a utilizarse tras las caídas bursátiles de 1873 en Viena (Austria). En inglés, el término "crash" (derivado de krach) se popularizó a raíz del conocido como Jueves Negro de la Bolsa de Nueva York, el 24 de octubre de 1929, y volvió a utilizarse con ocasión del crack de octubre de 1987.
Los crash bursátiles se caracterizan por una reacción de pánico entre los accionistas. Se producen órdenes de venta masivas, a la vez que se paralizan las compras de acciones ante la perspectiva de nuevas bajadas sucesivas en el mercado de valores. Este efecto de desplome masivo se ve retroalimentado por los sistemas informáticos, que cursan órdenes de venta automáticas cuando los precios de las acciones sobrepasan determinados límites preestablecidos. El estado anímico de los inversores acentúa la rapidez de estos fenómenos al actuar de forma impulsiva, queriendo salir del mercado lo más rápido posible.
Diferentes acontecimientos pueden desencadenar el pánico entre los inversores, siendo la causa más común el estallido de una burbuja económica. Normalmente, un crack anticipa una recesión económica, aunque también puede ser un fenómeno pasajero, motivado por temores puntuales excesivos, que luego se va corrigiendo poco a poco sin que los efectos sobre la economía real sean devastadores.
Entre los cracks bursátiles más conocidos están el Crack de 1929, el lunes negro de 1987, la Crisis de octubre de 2008 y la pandemia por COVID-19 de 2020.